# Satellite Awards 2023
Bei der 28. Verleihung der Satellite Awards, die die International Press Academy (IPA) jedes Jahr in verschiedenen Film-, Fernseh- und Medienkategorien vergibt, wurden Filme und Serien des Jahres 2023 geehrt.
Die Nominierungen wurden am 18. Dezember 2023 bekanntgegeben. Die Awards wurden am 3. März 2024 im Hotel W Hollywood auf dem Hollywood Boulevard in Los Angeles vergeben.

## Sonderauszeichnungen
- Auteur Award (für eine einzigartige Kontrolle über die Filmproduktionselemente) – Giorgos Lanthimos
- Humanitarian Award (für wohltätige Leistungen in der Filmbranche) – Dennis Quaid
- Mary Pickford Award (für herausragende Beiträge zur Unterhaltungsbranche) – Jon Landau
- Nikola Tesla Award (für innovative Leistungen in der Filmproduktion) – Neil Corbould
- Stunt Performance Award – Kimberly Shannon Murphy
- Make-Up Award – Donald Mowat
- Honorary Satellite Award – Brooklyn Sudano

## Gewinner und Nominierte im Bereich Film
| Film                                           | N  | A |
| ---------------------------------------------- | -- | - |
| Oppenheimer                                    | 13 | 4 |
| Killers of the Flower Moon                     | 12 | 1 |
| Barbie                                         | 11 | 2 |
| Maestro                                        | 8  | 3 |
| Poor Things                                    | 8  | 2 |
| The Holdovers                                  | 7  | 4 |
| Napoleon                                       | 5  | 1 |
| Ferrari                                        | 5  | 0 |
| May December                                   | 5  | 0 |
| Amerikanische Fiktion                          | 4  | 2 |
| The Zone of Interest                           | 3  | 1 |
| American Symphony                              | 3  | 0 |
| Anatomie eines Falls                           | 3  | 0 |
| Past Lives – In einem anderen Leben            | 3  | 0 |
| Saltburn                                       | 3  | 0 |
| Spider-Man: Across the Spider-Verse            | 3  | 0 |
| Mission: Impossible – Dead Reckoning Teil Eins | 2  | 1 |
| All of Us Strangers                            | 2  | 0 |
| Dream Scenario                                 | 2  | 0 |
| Fallende Blätter                               | 2  | 0 |
| Die Farbe Lila                                 | 2  | 0 |
| Rustin                                         | 2  | 0 |
| Die Schneegesellschaft                         | 2  | 0 |

### Bester Film – Drama
Oppenheimer
- Ferrari
- Killers of the Flower Moon
- Maestro
- May December
- Past Lives – In einem anderen Leben

### Bester Film – Komödie oder Musical
The Holdovers
- Amerikanische Fiktion
- Barbie
- Dream Scenario
- Georgie
- Poor Things

### Bester Hauptdarsteller – Drama
Cillian Murphy – Oppenheimer
- Bradley Cooper – Maestro
- Leonardo DiCaprio – Killers of the Flower Moon
- Colman Domingo – Rustin
- Franz Rogowski – Passages
- Andrew Scott – All of Us Strangers

### Beste Hauptdarstellerin – Drama
Lily Gladstone – Killers of the Flower Moon
- Penélope Cruz – Ferrari
- Sandra Hüller – Anatomie eines Falls
- Greta Lee – Past Lives – In einem anderen Leben
- Carey Mulligan – Maestro
- Natalie Portman – May December

### Bester Hauptdarsteller – Komödie oder Musical
Paul Giamatti – The Holdovers
- Nicolas Cage – Dream Scenario
- Barry Keoghan – Saltburn
- Joaquin Phoenix – Beau Is Afraid
- Jeffrey Wright – Amerikanische Fiktion

### Beste Hauptdarstellerin – Komödie oder Musical
Emma Stone – Poor Things
- Fantasia Barrino – Die Farbe Lila
- Alma Pöysti – Fallende Blätter
- Margot Robbie – Barbie
- Cailee Spaeny – Priscilla

### Bester Nebendarsteller
Mark Ruffalo – Poor Things
- Robert De Niro – Killers of the Flower Moon
- Robert Downey Jr. – Oppenheimer
- Ryan Gosling – Barbie
- Charles Melton – May December
- Dominic Sessa – The Holdovers

### Beste Nebendarstellerin
Da’Vine Joy Randolph – The Holdovers
- Juliette Binoche – Geliebte Köchin
- Emily Blunt – Oppenheimer
- America Ferrera – Barbie
- Julianne Moore – May December
- Rosamund Pike – Saltburn

### Bester fremdsprachiger Film
The Zone of Interest (USA, Vereinigtes Königreich, Polen)
- Anatomie eines Falls (Frankreich)
- Fallende Blätter (Finnland)
- Eine Frage der Würde (Bulgarien)
- Ich Capitano (Italien, Belgien)
- Das Lehrerzimmer (Deutschland)
- Die Schneegesellschaft (Uruguay, Spanien, Chile)

### Bester Film – Animation oder Mixed Media
Der Junge und der Reiher
- Elemental
- Robot Dreams
- Spider-Man: Across the Spider-Verse
- Suzume
- Teenage Mutant Ninja Turtles: Mutant Mayhem

### Bester Dokumentarfilm
Bad Press
- American Symphony
- Vermeer – Reise ins Licht
- Lakota Nation vs. United States
- Little Richard: I Am Everything
- Love to Love You, Donna Summer
- Gebrandmarkt: Die wahre Geschichte des Rassismus in Amerika
- 20 Tage in Mariupol

### Bester Regisseur
Christopher Nolan – Oppenheimer
- Greta Gerwig – Barbie
- Jonathan Glazer – The Zone of Interest
- Giorgos Lanthimos – Poor Things
- Alexander Payne – The Holdovers
- Martin Scorsese – Killers of the Flower Moon

### Bestes Originaldrehbuch
Maestro – Bradley Cooper und Josh Singer
- Anatomie eines Falls – Justine Triet und Arthur Harari
- Barbie – Greta Gerwig und Noah Baumbach
- The Holdovers – David Hemingson
- May December – Samy Burch
- Past Lives – In einem anderen Leben – Celine Song

### Bestes adaptiertes Drehbuch
Amerikanische Fiktion – Cord Jefferson
- All of Us Strangers – Andrew Haigh
- Killers of the Flower Moon – Eric Roth und Martin Scorsese
- Oppenheimer – Christopher Nolan
- Poor Things – Tony McNamara
- The Zone of Interest – Jonathan Glazer

### Beste Filmmusik
Amerikanische Fiktion – Laura Karpman
- Killers of the Flower Moon – Robbie Robertson
- Oppenheimer – Ludwig Göransson
- Poor Things – Jerskin Fendrix
- Die Schneegesellschaft – Michael Giacchino
- Spider-Man: Across the Spider-Verse – Daniel Pemberton

### Bester Filmsong
What Was I Made For? aus Barbie – Billie Eilish und Finneas
- The Fire Inside aus Flamin’ Hot – Diane Warren
- I’m Just Ken aus Barbie – Mark Ronson und Andrew Wyatt
- It Never Went Away aus American Symphony – Jon Batiste und Dan Wilson
- Peaches aus Der Super Mario Bros. Film – Jack Black, Aaron Horvath, Michael Jelenic, Eric Osmond und John Spiker
- Road to Freedom aus Rustin – Lenny Kravitz

### Beste Kamera
Maestro – Matthew Libatique
- Ferrari – Erik Messerschmidt
- Killers of the Flower Moon – Rodrigo Prieto
- Mission: Impossible – Dead Reckoning Teil Eins – Fraser Taggart
- Napoleon – Dariusz Wolski
- Oppenheimer – Hoyte van Hoytema
- Saltburn – Linus Sandgren

### Beste visuelle Effekte
Mission: Impossible – Dead Reckoning – Simone Coco, Neil Corbould, Jeff Sutherland und Alex Wuttke
- The Creator – Jay Cooper, Ian Comley, Neil Corbould und Andrew Roberts
- Napoleon – Henry Badgett, Simone Coco, Neil Corbould, Charley Henley und Luc-Ewen Martin-Fenouillet
- Oppenheimer – Dave Drzewiecki, Scott Fisher, Andrew Jackson und Giacomo Mineo
- Spider-Man: Across the Spider-Verse – Bret St. Clair, Pav Grochola, Alan Hawkins und Michael Lasker
- Transformers: Aufstieg der Bestien – Matt Aitken, Gary Brozenich, Ilya Churinov, Richard Little, Guillaume Murray und J. D. Schwalm

### Bester Filmschnitt
The Holdovers – Kevin Tent
- Barbie – Nick Houy
- Killers of the Flower Moon – Thelma Schoonmaker
- Maestro – Michelle Tesoro
- Oppenheimer – Jennifer Lame
- Poor Things – Yorgos Mavropsaridis

### Bester Tonschnitt
Maestro – Richard King, Steven A. Morrow, Tom Ozanich, Jason Ruder und Dean A. Zupancic
- American Symphony – Tristan Baylis, Ryan Collison, Tom Paul, Matt Snedecor und William Tzouris
- Ferrari – Tony Lamberti, Andy Nelson, Lee Orloff und Bernard Weiser
- Killers of the Flower Moon – Tod A. Maitland, John Pritchett, Philip Stockton und Mark Ulano
- Napoleon – James Harrison, Paul Massey, William Miller, Oliver Tarney und Rachael Tate
- Oppenheimer – Willie D. Burton, Richard King, Kevin O’Connell und Gary A. Rizzo

### Bestes Szenenbild
Barbie – Sarah Greenwood und Katie Spencer
- Ferrari – Maria Djurkovic und Sophie Phillips
- Killers of the Flower Moon – Jack Fisk und Adam Willis
- Maestro – Kevin Thompson und Rena DeAngelo
- Napoleon – Arthur Max
- Oppenheimer – Ruth De Jong und Claire Kaufman

### Bestes Kostümdesign
Napoleon – David Crossman und Janty Yates
- Barbie – Jacqueline Durran
- Die Farbe Lila – Francine Jamison-Tanchuck
- Killers of the Flower Moon – Jacqueline West
- Oppenheimer – Ellen Mirojnick
- Poor Things – Holly Waddington

### Bestes Ensemble
Oppenheimer

## Gewinner und Nominierte im Bereich Fernsehen
| Serie                         | N | A |
| ----------------------------- | - | - |
| Succession                    | 7 | 0 |
| The Last of Us                | 5 | 1 |
| Only Murders in the Building  | 5 | 1 |
| A Spy Among Friends           | 4 | 1 |
| The Crown                     | 4 | 0 |
| Yellowjackets                 | 3 | 2 |
| 1923                          | 3 | 1 |
| Fargo                         | 3 | 1 |
| Fellow Travelers              | 3 | 1 |
| The Bear: King of the Kitchen | 3 | 1 |
| The White Lotus               | 3 | 1 |
| Beef                          | 3 | 0 |
| Ted Lasso                     | 3 | 0 |
| Tiny Beautiful Things         | 3 | 0 |
| Barry                         | 2 | 0 |

### Beste Fernsehserie (Drama)
The Last of Us
- 1923
- The Crown
- Godfather of Harlem
- Succession

### Beste Fernsehserie (Komödie/Musical)
Only Murders in the Building
- Abbott Elementary
- Barry
- The Bear: King of the Kitchen
- Reservation Dogs
- Ted Lasso

### Beste Genre-Serie
Yellowjackets
- From
- House of the Dragon
- The Morning Show
- The Power
- The White Lotus

### Beste Miniserie/Fernsehfilm
Fargo
- Alles Licht, das wir nicht sehen
- Beef
- Fellow Travelers
- A Spy Among Friends
- Tiny Beautiful Things

### Bester Darsteller in einer Serie (Drama/Genre)
Gary Oldman – Slow Horses – Ein Fall für Jackson Lamb
- Brian Cox – Succession
- Harrison Ford – 1923
- Pedro Pascal – The Last of Us
- Jeremy Strong – Succession

### Beste Darstellerin in einer Serie (Drama/Genre)
Helen Mirren – 1923
- Rebecca Ferguson – Silo
- Melanie Lynskey – Yellowjackets
- Bella Ramsey – The Last of Us
- Sarah Snook – Succession
- Imelda Staunton – The Crown

### Bester Darsteller in einer Serie (Komödie/Musical)
Jeremy Allen White – The Bear: King of the Kitchen
- Bill Hader – Barry
- Steve Martin – Only Murders in the Building
- Martin Short – Only Murders in the Building
- Jason Sudeikis – Ted Lasso

### Beste Darstellerin in einer Serie (Komödie/Musical)
Jennifer Coolidge – The White Lotus
- Rachel Brosnahan – The Marvelous Mrs. Maisel
- Ayo Edebiri – The Bear: King of the Kitchen
- Elle Fanning – The Great
- Selena Gomez – Only Murders in the Building

### Bester Darsteller in einer Miniserie oder einem Fernsehfilm
Guy Pearce – A Spy Among Friends
- Matt Bomer – Fellow Travelers
- Jon Hamm – Fargo
- Damian Lewis – A Spy Among Friends
- Bill Pullman – Die Murdaugh-Morde: Skandal in den Südstaaten
- Steven Yeun – Beef

### Beste Darstellerin in einer Miniserie oder einem Fernsehfilm
Rachel Weisz – Dead Ringers – Die Unzertrennlichen
- Kathryn Hahn – Tiny Beautiful Things
- Brie Larson – Eine Frage der Chemie
- Anna Maxwell Martin – A Spy Among Friends
- Juno Temple – Fargo
- Ali Wong – Beef

### Bester Nebendarsteller in einer Serie, Miniserie oder einem Fernsehfilm
Jonathan Bailey – Fellow Travelers
- Khalid Abdalla – The Crown
- Murray Bartlett – The Last of Us
- James Cromwell – Succession
- Jon Gries – The White Lotus
- Lamar Johnson – The Last of Us

### Beste Nebendarstellerin in einer Serie, Miniserie oder einem Fernsehfilm
Christina Ricci – Yellowjackets
- J. Smith-Cameron – The Crown
- Brie Larson – Succession
- Meryl Streep – Only Murders in the Building
- Hannah Waddingham – Ted Lasso
- Merritt Wever – Tiny Beautiful Things

### Bestes Ensemble
Succession